# Новинки (городское поселение Поварово)
Новинки — деревня в Московской области России. Входит в городской округ Солнечногорск. Население — 6 чел. (2010).

## География
Деревня Новинки расположена в центральной части Московской области, в центре Солнечногорского района, примерно в 13 км к югу от города Солнечногорска, в 2 км к западу от рабочего посёлка Поварово. В деревне 2 улицы — Привольная и Рябиновая, зарегистрировано садовое товарищество. Ближайшие населённые пункты — деревни Белавино, Дудкино и посёлок Поваровка.

## История
В «Списке населённых мест» 1862 года Новинки — казённая деревня 1-го стана Звенигородского уезда Московской губернии по правую сторону тракта из Воскресенска в Клин, в 39 верстах от уездного города, при колодце, с 10 дворами и 68 жителями (27 мужчин, 41 женщина).
По данным на 1890 год входила в состав Пятницкой волости Звенигородского уезда, число душ составляло 76 человек.
В 1913 году — 13 дворов.
По материалам Всесоюзной переписи населения 1926 года — деревня Покровского сельсовета Бедняковской волости Московского уезда Московской губернии, проживало 111 жителей (50 мужчин, 61 женщина), насчитывалось 19 хозяйств, среди которых 17 крестьянских.
С 1929 года — населённый пункт в составе Солнечногорского района Московского округа Московской области. Постановлением ЦИК и СНК от 23 июля 1930 года округа как административно-территориальные единицы были ликвидированы.
1953—1957, 1960—1963, 1965—1974 гг. — деревня Белавинского сельсовета Солнечногорского района.
1957—1960 гг. — деревня Белавинского сельсовета Химкинского района.
1963—1965 гг. — деревня Белавинского сельсовета Солнечногорского укрупнённого сельского района.
1974—1994 гг. — деревня Пешковского сельсовета Солнечногорского района.
В 1994 году Московской областной думой было утверждено положение о местном самоуправлении в Московской области, сельские советы как административно-территориальные единицы были преобразованы в сельские округа.
С 1994 до 2005 гг. деревня входила в Пешковский сельский округ Солнечногорского района.
С 2005 до 2019 гг. деревня включалась в городское поселение Поварово Солнечногорского муниципального района.
С 2019 года деревня входит в городской округ Солнечногорск, в рамках администрации которого деревня относится к территориальному управлению Поварово.

## Население
| 1852 | 1859 | 1890 | 1899 | 1926 | 1932 | 1966 |
| ---- | ---- | ---- | ---- | ---- | ---- | ---- |
| 73   | ↘68  | ↗76  | ↘70  | ↗111 | ↗119 | ↘47  |
| 1998 | 2002 | 2010 |      |      |      |      |
| ↘2   | ↘1   | ↗6   |      |      |      |      |